# Elezioni presidenziali negli Stati Uniti d'America del 1940
Le elezioni presidenziali negli Stati Uniti d'America del 1940 si svolsero il 5 novembre. La sfida oppose il candidato repubblicano Wendell Lewis Willkie e il presidente democratico uscente Franklin Delano Roosevelt.
Tema centrale della campagna elettorale fu la seconda guerra mondiale, reso più complesso dagli atti di neutralità degli anni Trenta. L'opinione pubblica era prevalentemente contraria all'entrata in guerra. Con l'attacco di Pearl Harbor, gli Stati Uniti entrarono nel conflitto l'anno successivo.
Altre questioni importanti furono il New Deal e il limite dei due mandati, al tempo una tradizione e non ancora parte della Costituzione.
Entrambi i candidati dei partiti principali provenivano dallo Stato di New York. Ciò era già accaduto alle elezioni del 1904, disputate dai newyorchesi Parker (democratico) e Theodore Roosevelt (repubblicano). Anche nel 1920 i principali candidati provenivano dal medesimo Stato, ma si trattava dell'Ohio.
Roosevelt vinse un terzo mandato, e nel 1944 ne ottenne un quarto. Fu l'unico presidente americano ad essere eletto per più di due mandati. 

## Risultati
| Candidati                  | Candidati               | Partiti                      | Voti       | %     | Delegati |
| Presidente                 | Vicepresidente          | Partiti                      | Voti       | %     | Delegati |
| -------------------------- | ----------------------- | ---------------------------- | ---------- | ----- | -------- |
| Franklin D. Roosevelt (NY) | Henry A. Wallace (IA)   | Partito Democratico          | 27 313 945 | 54,74 | 449      |
| Wendell Willkie (NY)       | Charles L. McNary (OR)  | Partito Repubblicano         | 22 347 744 | 44,78 | 82       |
| Norman Thomas (NY)         | Maynard C. Krueger (IL) | Partito Socialista d'America | 116 599    | 0,23  | –        |
| Roger Babson               | Edgar Moorman           | Partito Proibizionista       | 57 903     | 0,12  | –        |
| Altri candidati            | -                       | -                            | 65 922     | 0,13  | –        |
| Totale                     | Totale                  | Totale                       | 49 902 113 | 100   | 531      |